# ナチュラル・ウーマン (曲)

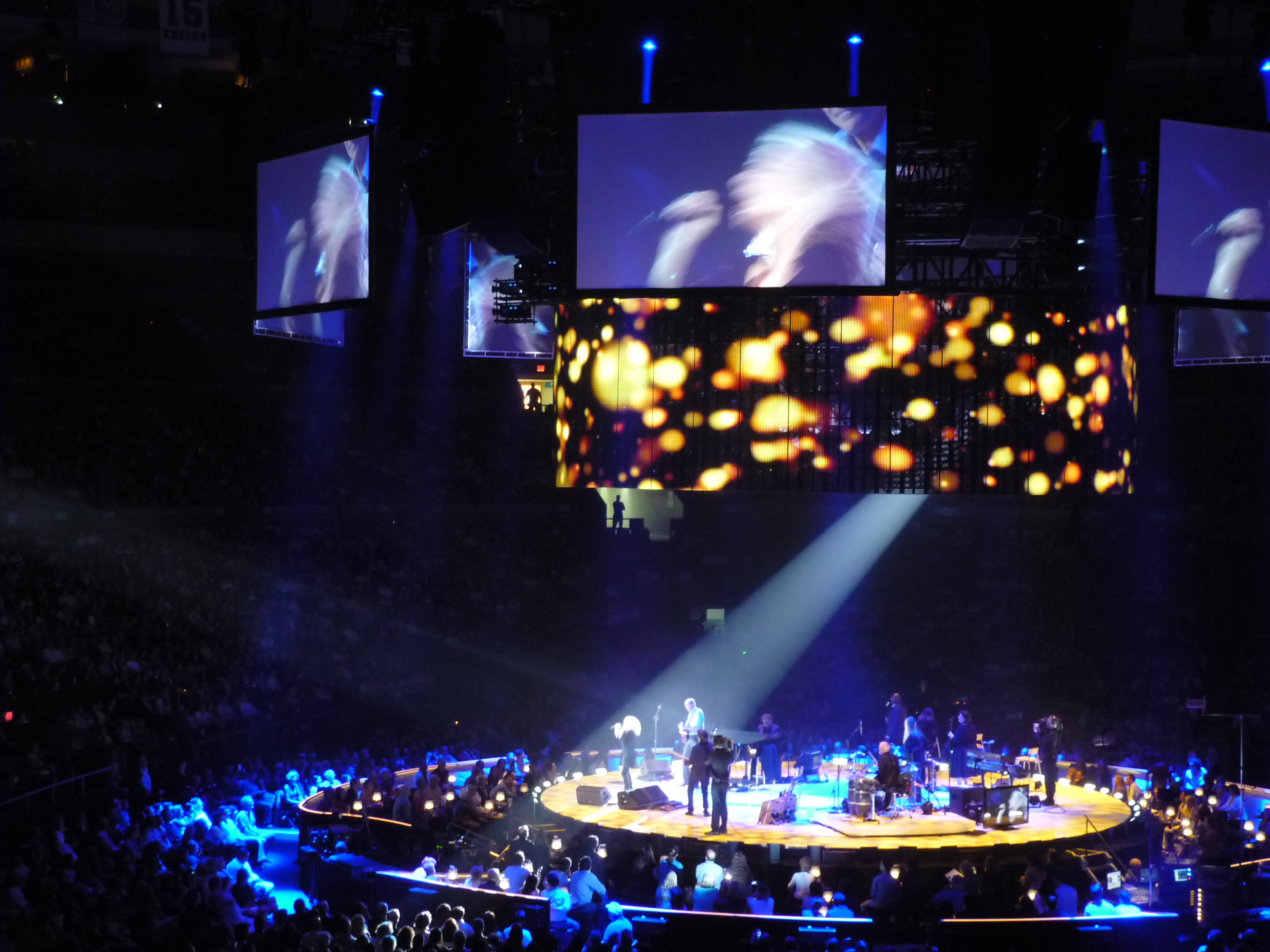
キャロル・キングの2010年公演

「ナチュラル・ウーマン」（(You Make Me Feel Like) A Natural Woman）は、1967年にアメリカ人ソウル歌手、アレサ・フランクリンがアトランティック・レコードより発売したシングル。
ビルボードホット100では第8位を記録し、R&Bチャートでは2位を記録した。翌1968年に発売されたアルバム『アレサ・イン・パリス』には、ライブ・レコーディング音源も収録されている。
作詞・作曲ともキャロル・キングとジェリー・ゴフィンによる共同作品で、アトランティック・レコードの共同オーナーでありプロデューサーのジェリー・ウェクスラーの後押しを受けての完成となった。
キャロル・キングは、1971年のアルバム『つづれおり』に本作のセルフ・カバーを収録した。
アメリカで放映されたコメディ・ドラマ、「TVキャスター マーフィー・ブラウン」では、キャンディス・バーゲン演じる主人公のマーフィーが自宅で同曲を熱唱するシーンがある。後に、1991年11月11日に放映された同ドラマのエピソード「The Queen Of Soul」では、アレサが本人役で出演し、同曲をピアノで弾き語りした。
キャロル・キングの2015年度ケネディ・センター名誉賞授賞式では、アレサ・フランクリンがサプライズで登場し、この曲でキャロル・キングの受賞を祝った。

## カバー・バージョン
- ペギー・リー
- セリーヌ・ディオン
- メアリー・J. ブライジ
- サラ・コナー
- ローラ・ニーロ - 『ゴナ・テイク・ア・ミラクル』（1971年）の2002年リマスター盤、『飛翔』（2004年）に収録。
- ボビー・ウーマック - 「Woman」を「Man」に直して歌っている。
- ロッド・スチュワート - 『スマイラー』（1974年）に収録。「Woman」を「Man」に直して歌っている。
- ブルー・タペストリー
- Superfly
- エヴァ・キャシディ